# Geschichte des Führerscheins

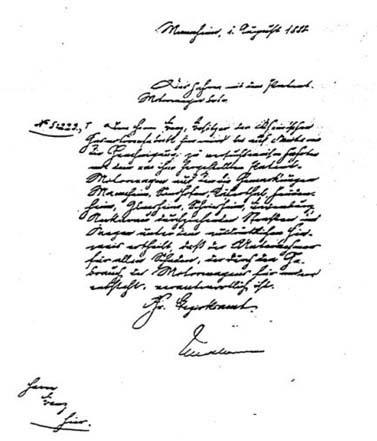
Erster Führerschein für den Automobilerfinder Carl Benz. Wortlaut:
„Mannheim, 1. August 1888.
Ausfahren mit dem Patent-Motorwagen betr.
No 5: 222,
Dem Herrn Benz, Besitzer der Rheinischen Gasmotoren-Fabrik hier wird bis auf Weiteres die Genehmigung zu versuchsweisen Fahrten mit dem von ihm hergestellten Patent-Motorwagen auf den die Gemarkungen Mannheim, Sandhofen, Käferthal, Feudenheim, Ilvesheim, Schriesheim, Ladenburg, Neckarau durchziehenden Straßen und Wegen unter dem ausdrücklichen Hinweis erteilt, dass der Unternehmer für allen Schaden, der durch den Gebrauch des Motorwagens für andere entsteht, verantwortlich ist.
Gr. Bezirksamt
Unterschrift (unlesbar)
Herrn Benz hier.“
---
Gr. = Großherzogliches (Bezirksamt)

Die Geschichte des Führerscheins ist eng mit der Entwicklung des Kraftfahrzeugs und der damit einhergehenden Massenmobilität durch die Motorisierung im Straßenverkehr verbunden. Waren es gegen Ende des 19. Jahrhunderts lediglich vereinzelte Fahrzeuge, mit denen sich Personen im öffentlichen Raum bewegten, so ging man in vielen Staaten noch kurz vor der Jahrhundertwende dazu über, von motorisierten Teilnehmern am Straßenverkehr eine Prüfung der Fahrbefähigung (Führerscheinprüfung) zu verlangen.
In Deutschland wurde die erste Fahrerlaubnis im Jahr 1888 für Carl Benz ausgestellt, den Erfinder des Automobils. Ein für das gesamte Deutsche Reich gültiger Führerschein wurde am 3. Mai 1909 eingeführt und blieb in seinen wesentlichen Teilen gültig bis zum Erscheinen der EU-Fahrerlaubnisverordnung vom 1. Januar 1999.
Österreich folgte 1889 mit einer ersten Verordnung der Statthalterei von Niederösterreich. Einheitliche Regelungen ergingen 1905 und 1910, als auch der Begriff „Führerschein“ eingeführt wurde.
In der Schweiz wurden erste Fahrprüfungen im Jahr 1890 abgenommen. Die weitere Entwicklung war kantonal unterschiedlich.

## Fahrerlaubnisprüfung in Deutschland

Gesetz über den Verkehr mit Kraftfahrzeugen, Fassung von 1923

Erste deutsche Autolenkerschule in Aschaffenburg, 1906

Das erste Auto durfte – wie zuvor die Pferdefuhrwerke – von 1886 bis 1888 ohne Erlaubnis bewegt werden. Die erste bekannte Fahrerlaubnis erhielt 1888 Carl Benz in Form einer nur in Mannheim und Umgebung gültigen Berechtigung zur Durchführung von Versuchsfahrten mit einem Patentmotorwagen.
In der Anfangszeit, als die Zahl der Verkehrsteilnehmer und -regeln noch übersichtlich war, glich der Unterricht einer Einführung in die Mechanik. So fertigte auch der Hersteller das Dokument aus.

### Erste Prüfungsverordnungen
1903 (in Österreich bereits zwei Jahre früher) wurde in Preußen eine Ausbildung mit Prüfung vorgeschrieben. Prüfer waren die Ingenieure des Dampfkessel-Revisions-Vereins. Ihr Aufgabenbereich war bis dahin die Überprüfung der Sicherheit von stationären Dampfkesseln, Acetylenanlagen und Aufzügen.
Auch in anderen Ländern des Deutschen Reiches gab es Vorläufer des Führerscheins mit Bezeichnungen wie Motorwagen-Erlaubnis-Schein, Lenker-Ausweis, Velociped-Fahrkarte etc. Aufgrund interner selbständiger Verwaltungen erkannten einzelne Länder teilweise nicht die Dokumente der Nachbarländer an, es wurden bei der „Grenzüberschreitung“ mit dem „fremden“ Dokument sogar Autos beschlagnahmt und Fahrer verhaftet.

### Erste Fahrschule
Die erste private Fahrschule wurde 1904 in Aschaffenburg eröffnet. Im zu Preußen gehörenden Bezirk Hannover wurde die erste Fahrprüfung durchgeführt. Daher beging der Verband der Technischen Überwachungs-Vereine (VdTÜV) am 23. November 2004 das Jubiläum der Fahrprüfung.

### Reichsgesetz über den Verkehr mit Kraftfahrzeugen vom 3. Mai 1909
Das Reichsgesetz über den Verkehr mit Kraftfahrzeugen vom 3. Mai 1909 brachte erstmals eine einheitliche rechtsverbindliche Regelung für das gesamte Deutsche Reich. In dieser ersten Reichs-Straßenverkehrsordnung (heute StVO) wurden die Verkehrsregeln definiert und die Höchstgeschwindigkeit für alle Fahrzeuge auf 15 km/h begrenzt. Dieses Gesetz war auch die Geburtsstunde des Führerscheins, der noch heute auf diesen Regelungen basiert; es löste die vorangegangene Ausweisflut ab und legte die einzelnen Fahrerlaubnisklassen sowie die notwendige Ausbildungsdauer und die Prüfungsvorschriften dafür fest.
1909 erwarb Amalie Hoeppner in Leipzig als erste Frau in Deutschland einen Führerschein.
In Paris wurde am 11. Oktober 1909 das Internationale Abkommen über den Verkehr mit Kraftfahrzeugen unterzeichnet. Es war der erste Kongress, der sich mit der internationalen Regelung des Automobilverkehrs beschäftigte.

### Erste Führerscheinklassen
Die vier neu eingeführten Führerscheinklassen waren:
- Klasse I für Krafträder,
- Klasse II für Kraftfahrzeuge über 2,5 Tonnen zulässiges Gesamtgewicht,
- Klassen IIIa und IIIb für Kraftwagen bis 2,5 Tonnen mit zehn oder mehr Steuer-PS.

Abgesehen von den unten beschriebenen Modifikationen hielten sich diese Führerscheinklassen bis 1999.
Das Mindestalter für eine Fahrerlaubnis betrug 18 Jahre; Geburtsurkunde und Gesundheitszeugnis sowie ein Foto waren Voraussetzungen für die Beantragung einer Fahrerlaubnis. Allerdings beschränkte sich die Prüfung in manchen Fällen darauf, dass der Prüfling vor dem Fahrprüfer hin und her fuhr und eine Frage beantworten musste, z. B. was bei Dunkelheit zu tun sei, nämlich die Karbidlampen anzuzünden.
Durch Verordnung vom 3. Februar 1933 wurde der Führerschein Klasse IV, der zum Führen eines Vierrad-Fahrzeugs mit bis zu 400 cm³ Hubraum und 350 kg Gewicht berechtigte, eingeführt. Die Klassen IIIa und IIIb wurden zur Klasse III zusammengelegt.
Mit Erlass der StVZO vom 13. November 1937 wurde – mit einer Übergangsfrist bis 30. September 1938 – der Führerschein IV auch für Kraftfahrzeuge bis 250 cm³ Hubraum und solche bis zur zulässigen Höchstgeschwindigkeit von 20 km/h, z. B. Traktoren, gültig. Das Mindestalter für diese Fahrerlaubnis lag beim vollendeten sechzehnten Lebensjahr. Damit durfte man später auch das 250er-Goggomobil und die 250er-BMW Isetta fahren.

### Nachkriegszeit
In Westdeutschland wurde das zulässige Gesamtgewicht in der Klasse drei auf 7,5 Tonnen heraufgesetzt. Dies bewirkte einen Absatzschub bei 7,5-Tonnen-Lkw. Im Jahr 1954 wurde erstmals eine Überprüfung der Fahreignung, die Medizinisch-Psychologische Untersuchung (MPU) per Verordnung geregelt. Seit 1958 dürfen sich Frauen unabhängig vom Einverständnis ihres Ehemanns oder Vaters in Fahrschulen anmelden. Zwei Jahre später wurde der Führerschein um die Klasse 5 („Fahrräder mit Hilfsmotor“) erweitert.
Am 1. April 1986 wurde der rosafarbene Führerschein mit der Aufschrift „Modell der Europäischen Gemeinschaften“ eingeführt, der bereits 1980 beschlossen worden war.

### Führerschein auf Probe
Am 1. November 1986 wurde in der Bundesrepublik Deutschland der Führerschein auf Probe eingeführt, der sich bei schwerwiegenden Verstößen (seit 1. Januar 1999) automatisch von zwei Jahren auf vier Jahre verlängert. Zudem wird in diesem Fall die Teilnahme an einem Aufbauseminar von der Führerscheinbehörde angeordnet. Wird die Anordnung nicht befolgt, wird der Führerschein entzogen.

### Führerscheinrichtlinie – EU-Recht
Am 1. Januar 1999 trat die Fahrerlaubnis-Verordnung in Kraft, mit der EU-weit einheitlichen Einteilung der Fahrerlaubnisklassen nach Buchstaben. Nur für Pferdefuhrwerke ist weiterhin keine besondere Fahrerlaubnis notwendig, sofern sie nicht gewerbsmäßig Personen transportieren. Gleichzeitig wurde der neue Führerschein im „Scheckkartenformat“ eingeführt.
Durch die Änderung der Fahrerlaubnis-Verordnung (FeV) zum 19. Januar 2013 wurden einige Fahrerlaubnisklassen und die Gültigkeitsdauer des Führerscheindokuments geändert. Führerscheine, die danach ausgestellt wurden, sind auf 15 Jahre befristet.
Alle davor ausgestellten Führerscheine, dies schließt die grauen sowie rosa Führerscheine und auch DDR-Führerscheine mit ein, verlieren ihre Gültigkeit spätestens am 19. Januar 2033.
Diese Beschränkung der Gültigkeitsdauer betrifft nur das Dokument, nicht die Fahrerlaubnis an sich. Die Führerscheindokumente der Klassen AM, A1, A2, A, B, BE, L und T gelten nach wie vor unbefristet.

Führerscheine in Deutschland
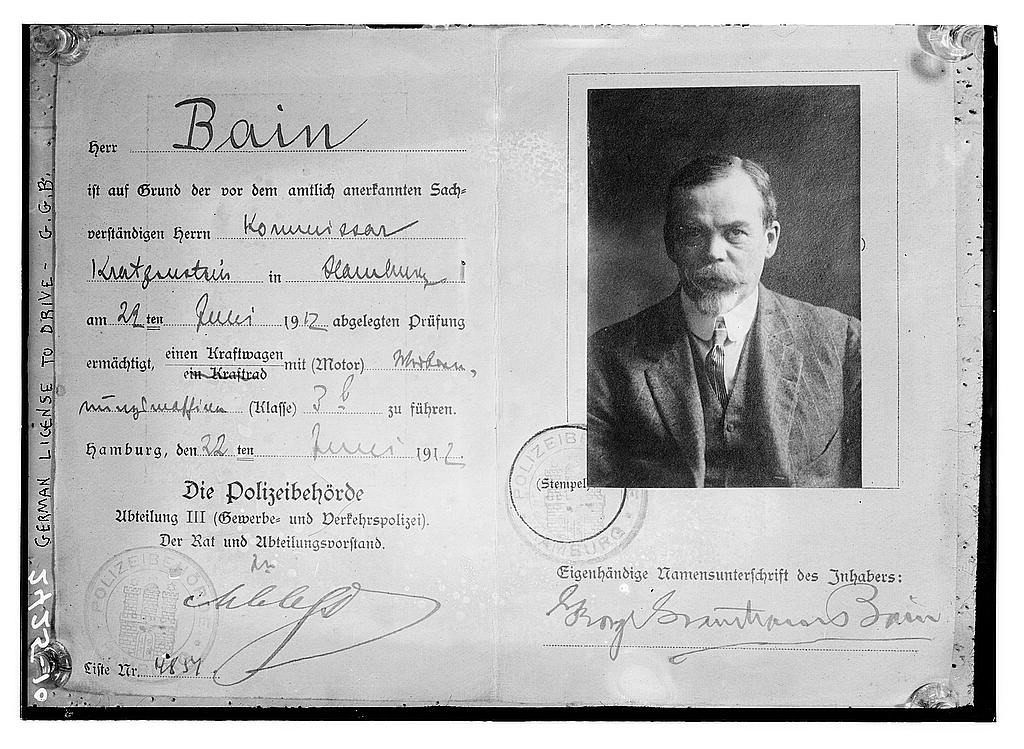
Führerschein Klasse IIIb von 1912
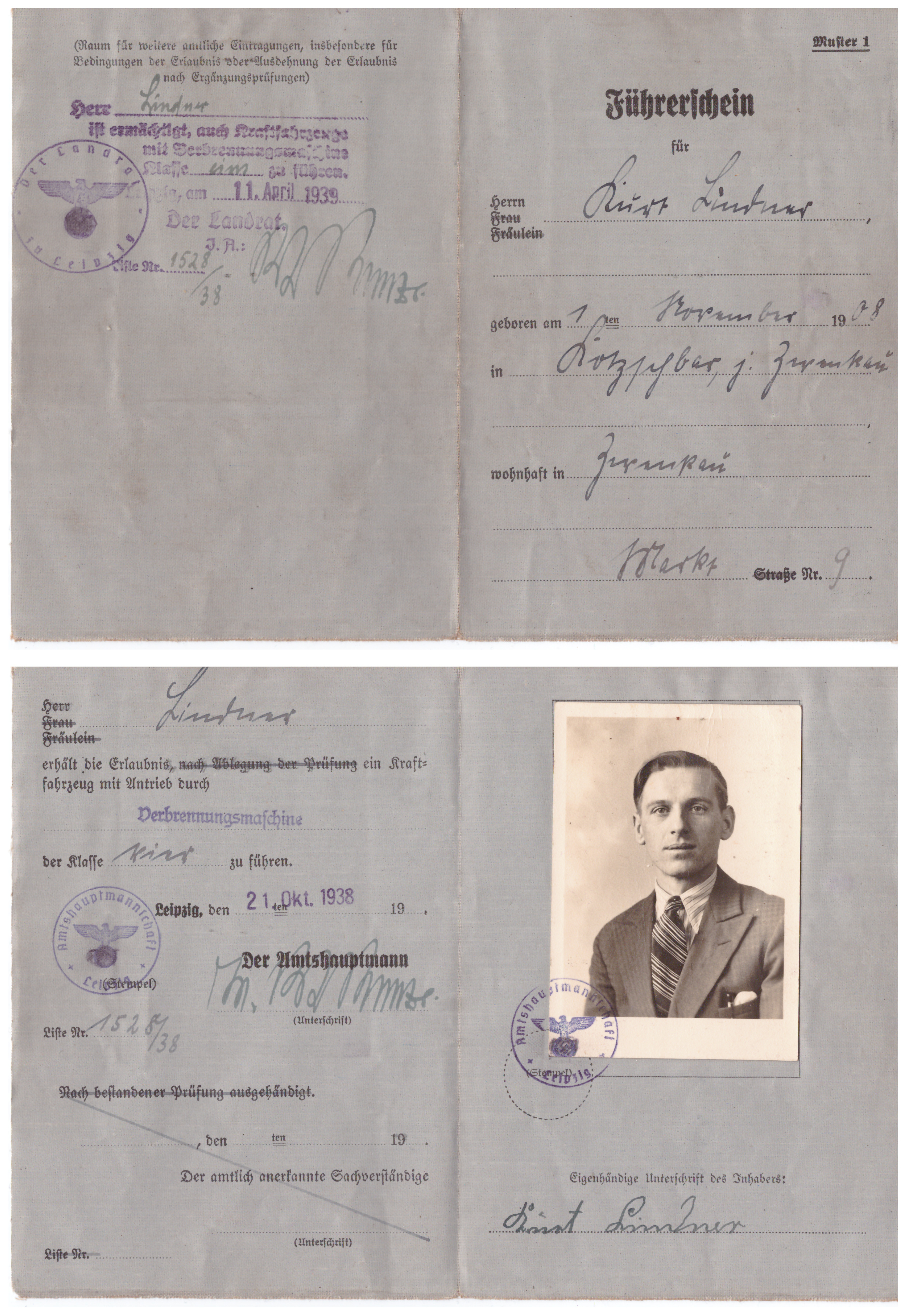
Führerschein der Klasse vier von 1938
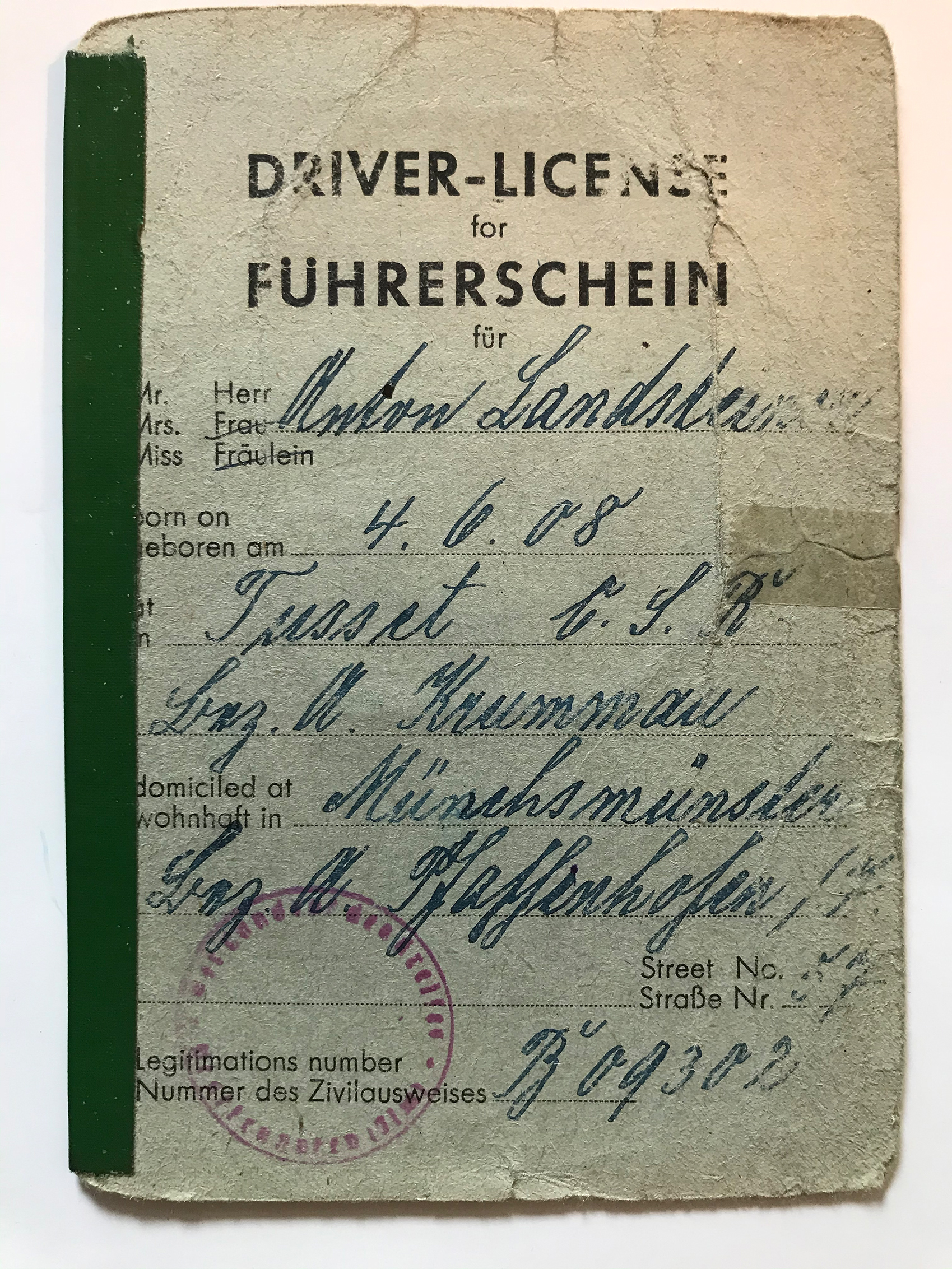
Außenseite Führerschein von 1948 (US-Zone)
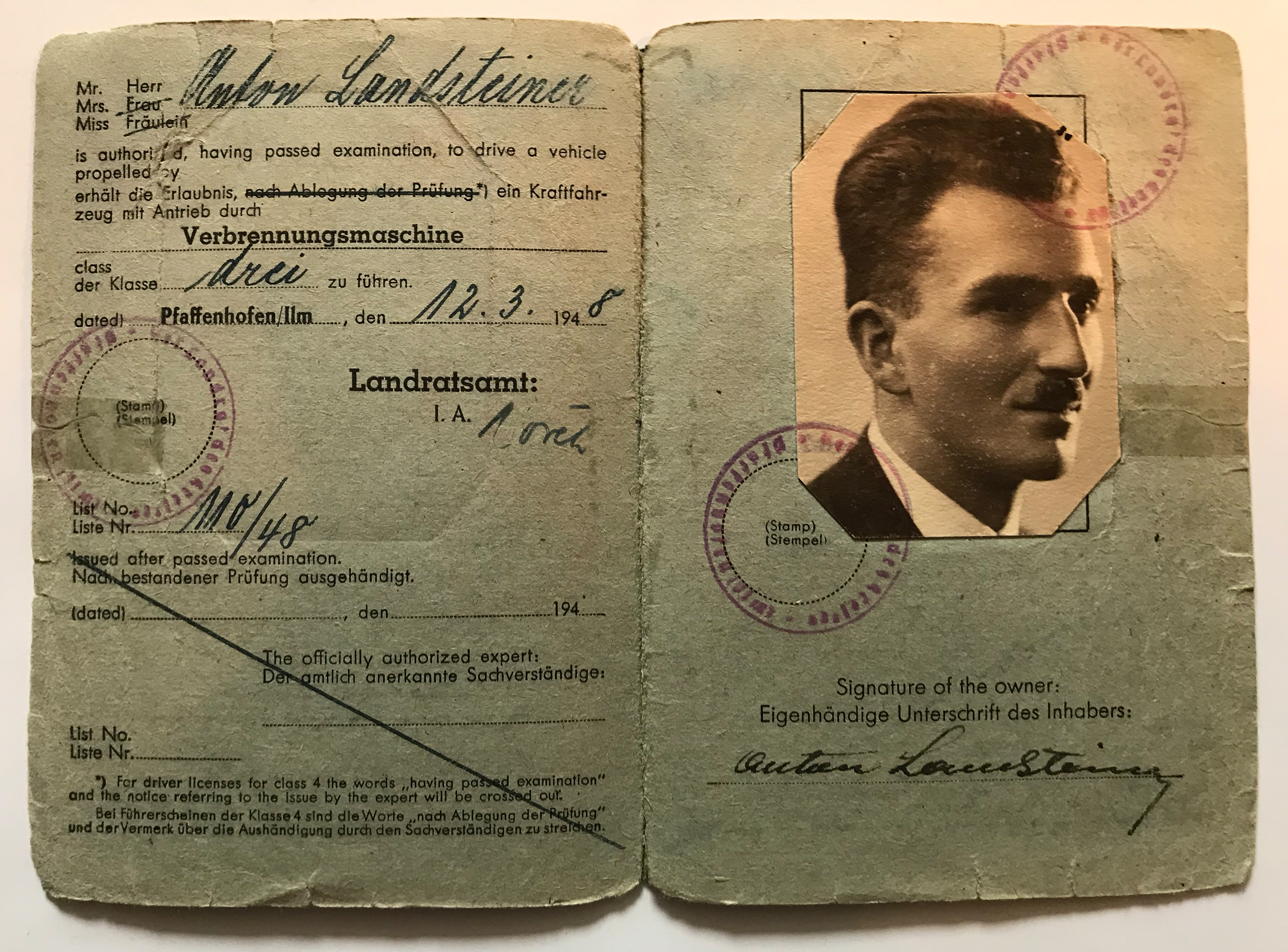
Innenseiten Führerschein von 1948 (US-Zone)
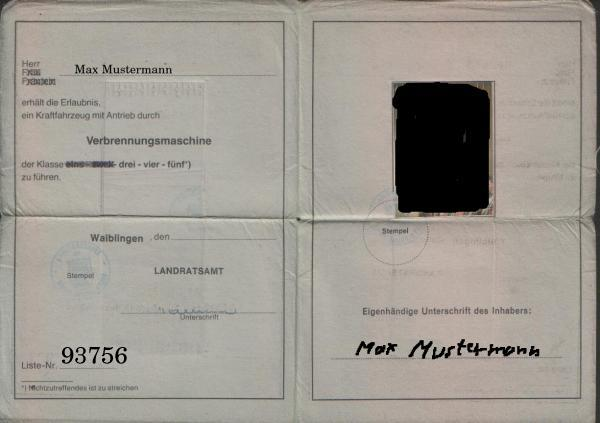
Alter bundesdeutscher Führerschein. Wegen seiner Größe, seines hohen Textilanteils (spürbar bei längerer Beanspruchung) und der grauen Farbe volkstümlich als „Lappen“ bezeichnet. Ausgegeben bis 1. April 1986
Umschlagseite DDR-Führerschein bis 1990
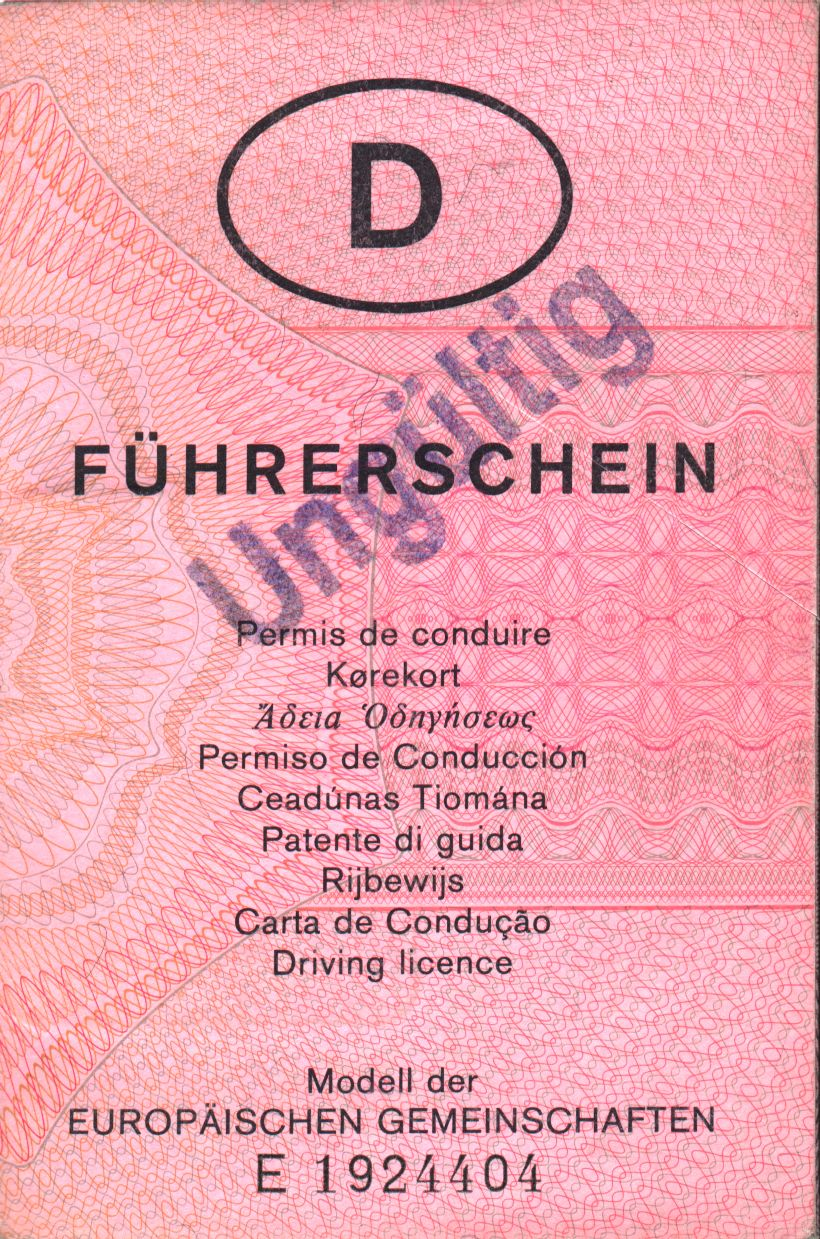
Vorderseite des rosa EG-Führerscheins, der vom 1. April 1986 bis 31. Dezember 1998 ausgegeben wurde
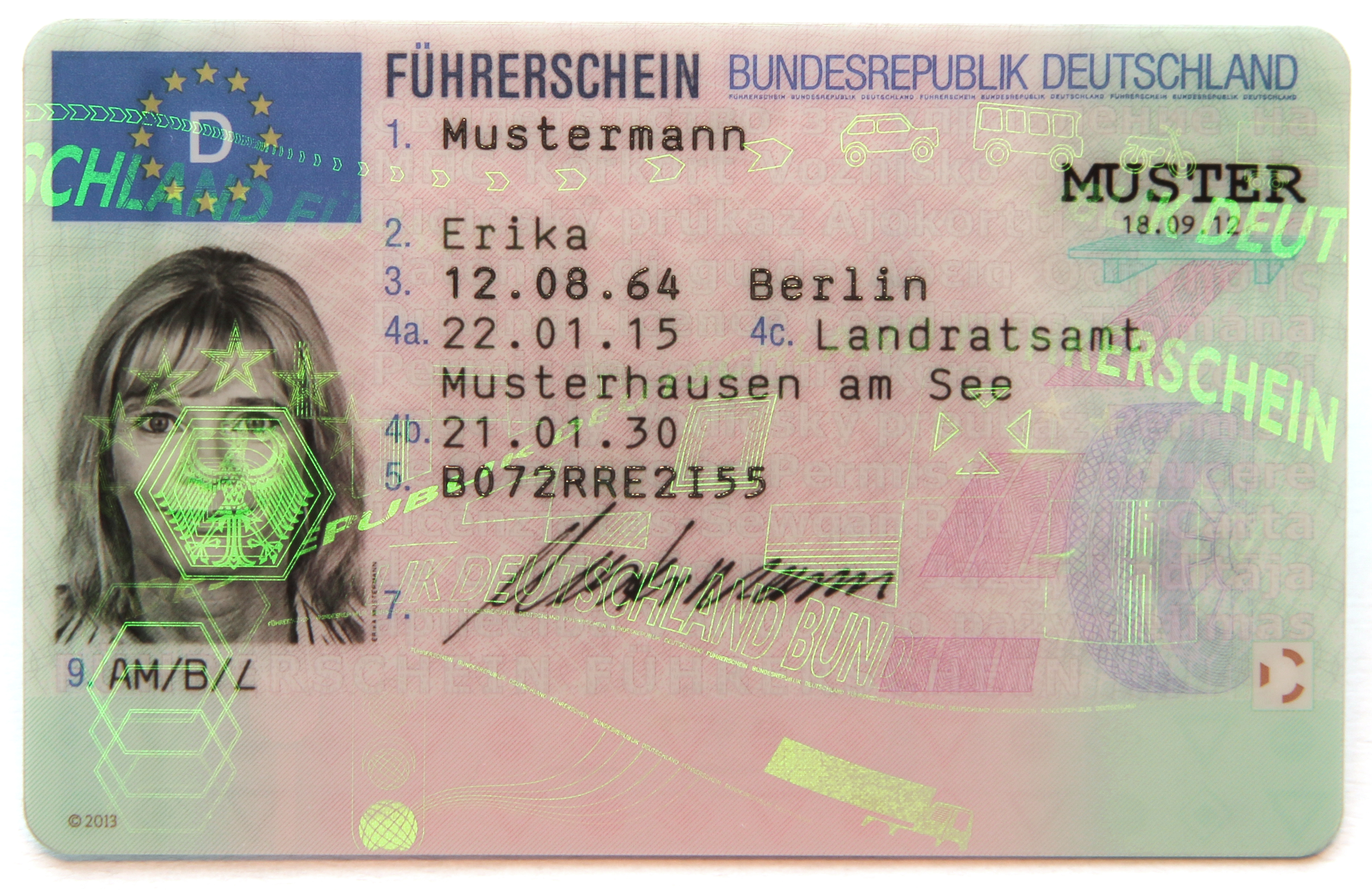
Kartenführerschein, ausgegeben ab 1. Januar 1999

## Entwicklung in Österreich
Bereits mit dem Auftreten der ersten benzinbetriebenen Fahrzeuge war sich die Obrigkeit der damit verbundenen Gefahren bewusst. Daher wurde – analog einer Verordnung des k.k. Handelsministeriums vom 15. Juli 1891 betreffend den Nachweis der Befähigung zur Bedienung von Dampfmaschinen, Locomotiven und Dampfschiffsmaschinen – für den Verkehr mit einem Benzinfahrzeug im Wiener Polizeirayon verlangt, dass sich der Lenker vor einer von der k.k. Polizeidirektion eingesetzten Kommission einer Lenkerprüfung unterziehen müsse. Die Kommission bestand aus zwei Herrn des Österreichischen Automobil-Clubs sowie einem Automechaniker. Bei der Prüfung musste mündlich ein fahrtheoretischer Teil über technische Belange sowie ein fahrpraktischer Teil absolviert werden. Dabei wurde das Fahren, Halten, Rückwärtsfahren und Kurvenfahren geprüft, also durchaus so wie heute noch üblich. Der Kandidat trat mit seinem eigenen Fahrzeug zur Prüfung an. Die ersten Führerscheine waren handschriftlich ausgefüllte Bescheidvordrucke, die Urkundencharakter hatten und von jeder Behörde individuell ausgestaltet wurden.
Die erste Vorschrift mit kraftfahrrechtlichem Inhalt in Österreich war eine Verordnung der Statthalterei für Niederösterreich aus dem Jahr 1899. Diese enthielt neben ersten Verhaltensvorschriften bereits eindeutige kraftfahrrechtliche Bestimmungen, die auch den Fahrzeugbesitzer in die Pflicht nahmen. Dieser durfte sein Kraftfahrzeug „nur solchen Personen überlassen, die die volle Befähigung dafür“ besaßen. Damit war auch eine Haftung des Besitzers verbunden. Inhaltlich gleichlautende Verordnungen folgten 1901 in Oberösterreich, 1903 in Kärnten, Tirol und Vorarlberg sowie 1904 in der Steiermark und in Salzburg. In dieser Salzburger Verordnung wurde erstmals ein Mindestalter von 18 Jahren für den Kraftfahrzeugbesitzer und damit auch indirekt für den Fahrzeuglenker normiert.

### Verordnung von 1905

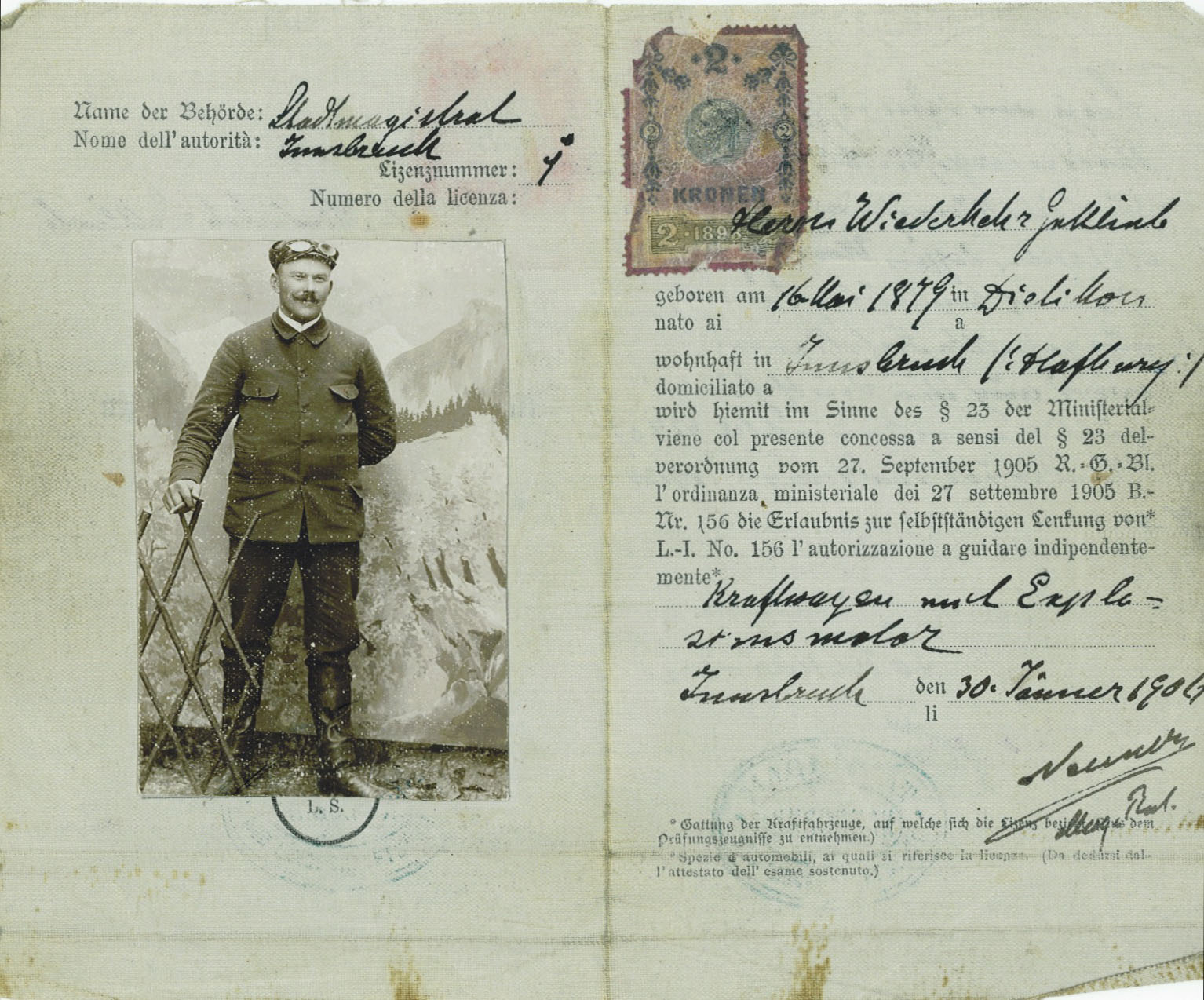
Erlaubnis zur selbständigen Lenkung von Kraftwagen mit Explosionsmotor aufgrund der Verordnung von 1905, ausgestellt am 30. Jänner 1906 vom Stadtmagistrat Innsbruck für Gottlieb Wiederkehr

Die zunehmende Motorisierung machte eine einheitliche Regelung des Automobilverkehrs über die Grenzen der Bundesländer hinweg erforderlich. Daher wurde am 27. September 1905 die so genannte Automobilpolizeiverordnung erlassen. Diese galt für den Betrieb von Automobilen und Motorrädern auf dem Gebiet der im Reichsrat vertretenen Königreiche und Länder.
Folgende Eckpunkte waren enthalten:
- Das selbständige Lenken von Kraftfahrzeugen war nur Personen über 18 Jahre gestattet.
- Die Erlaubnis zum Lenken von mehrspurigen Kraftfahrzeugen war an eine behördliche Bewilligung (Fahrlizenz) gebunden. Diese wurde an Personen ab dem 18. Lebensjahr nach Ablegung einer Lenkerprüfung erteilt. Diese Lenkerprüfung wurde von durch die jeweilige politische Landesstelle bestellten Prüfungskommissären auf einem vom Prüfungswerber selbst beizustellenden Kraftfahrzeug abgenommen. Sie erstreckte sich auf „den Nachweis jener Kenntnisse der maschinellen Einrichtungen, die zur sicheren Führung eines Fahrzeuges erforderlich“ waren. Außerdem war „im Wege einer Probefahrt die praktische Fähigkeit zur Führung eines solchen Fahrzeuges“ nachzuweisen. Über die mit befriedigendem Erfolg abgelegte Prüfung wurde ein Zeugnis ausgestellt, auf Grund dessen bei der politischen Bezirksbehörde eine Fahrlizenz beantragt werden konnte. Diese ersten Führerscheine waren bereits mit einem Lichtbild versehen und konnten auch wieder entzogen werden, wenn die Verlässlichkeit als Lenker als beeinträchtigt angesehen wurde. Auch darüber enthielt die Verordnung genaue Bestimmungen:
- Bestimmungen über die Konstruktion und Ausrüstung von Fahrzeugen
- Bestimmungen über die Prüfung und Genehmigung von Fahrzeugen
- Erkennungszeichen der Kraftfahrzeuge (das Kennzeichen)
- Sicherheitsvorschriften für den Verkehr

Nicht geregelt war, wie sich die zukünftigen Lenker die verlangten Fertigkeiten und Kenntnisse für das Fahren mit Kraftfahrzeugen aneignen sollten. Trotzdem enthält diese erste einheitliche rechtliche Regelung bereits alle wesentlichen Eckpunkte, die für einen sicheren Straßenverkehr auch heute noch gültig sind.
Die erste Führerscheinprüfung wurde in Wien am 14. August 1906 abgelegt. Sie galt nur für das Fahrzeug, mit dem man zur Prüfung antrat.

### Verordnung von 1910

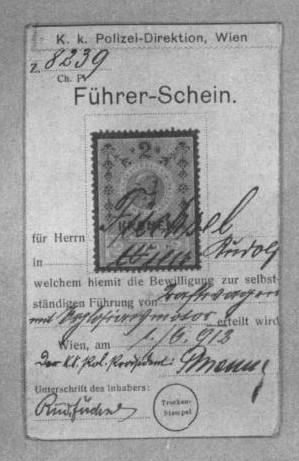
Österreichischer Führer-Schein, ausgestellt am 1. Juni 1912 von der k.k. Polizei-Direction Wien für Polizeirat Füchsel

Am 28. April 1910 wurde die erste Automobilverordnung von 1905 durch eine Verordnung „betreffend die Erlassung sicherheitspolizeilicher Bestimmungen für den Betrieb von Kraftfahrzeugen (Automobilen, Motorzügen und Motorrädern)“ ersetzt. Sie enthielt wesentlich detailliertere Vorschriften zur Konstruktion, Ausrüstung, Prüfung und Genehmigung der Fahrzeuge und auch Vorschriften für die Führung der Fahrzeuge sowie erweiterte Sicherheitsvorschriften für den Verkehr im Inland und (erstmals) im Ausland.
In dieser Verordnung taucht erstmals der Begriff Führerschein (behördliche Bewilligung zur selbständigen Führung eines mehrspurigen Kraftfahrzeuges) auf.
Außerdem wurde die Möglichkeit, jemandem die Erteilung dieser Bewilligung zu verweigern, ausgeweitet. Bei Vorliegen von Tatsachen, die die Annahme rechtfertigen, dass der Bewerber zur Führung von Kraftfahrzeugen ungeeignet ist (zum Beispiel durch körperliche Mängel, Neigung zur Trunksucht, schwere Delikte gegen die körperliche Sicherheit und die Sicherheit des Eigentums) wurde die Bewilligung nicht erteilt – die Einführung der auch heute noch bestehenden Grundvoraussetzung für die Erteilung einer Lenkberechtigung war damit vollzogen.
Beging ein Führerscheinbesitzer eine strafbare Handlung, die geeignet war, seine Verlässlichkeit als Führer eines Kraftfahrzeuges zu beeinträchtigen, wurde er von der für seinen Aufenthaltsort zuständigen Behörde schriftlich verwarnt. Blieb diese Verwarnung wiederholt fruchtlos, konnte der Führerschein entzogen werden. Stellte die Behörde die Nichteignung eines Führerscheinbesitzers zum Führen eines Fahrzeuges fest, konnte der Führerschein auch ohne Vorwarnung entzogen werden.
Der eigentliche Grund für die rasche Ausweitung der Bestimmungen war die mittlerweile spürbare Zunahme des motorisierten Verkehrs. Daher waren die österreichischen Bestimmungen an das 1909 in Paris geschlossene Zwischenstaatliche Übereinkommen über den Verkehr mit Kraftfahrzeugen anzupassen.

### Weitere Geschichte
Da sich das Mitführen derart unhandlicher Schriftstücke, wie sie die Fahrlizenzen darstellten, als unpraktisch erwies, wurde ab 1930 für alle Behörden in Anlehnung an das in Deutschland übliche Dokument ein genormtes, graues Formular eingeführt. 1938 bis 1945 wurden die in Deutschland üblichen grau-braunen Formulare verwendet; diese Führerscheine konnten nach 1945 noch weiterverwendet werden. Ab 1945 wurde für die Dauer der Besetzung auf Antrag zusätzlich zum Führerschein ein besonderer, viersprachiger „Lenkerausweis für Kraftfahrzeuge“ in Deutsch, Englisch, Französisch und Russisch zum Gebrauch gegenüber den Besatzungsmächten ausgestellt. Seine Farbe war grau. Die deutschen Führerscheine mussten bis 31. Dezember 1947 gegen österreichische Führerscheine, die im Wesentlichen denen vor 1938 glichen, ausgetauscht werden.
1947 wurde mit der Kraftfahrverordnung 1947 neuerlich ein eigenes österreichisches Führerscheinformular in grauer Farbe eingeführt; die Klasseneinteilung wurde auf die Gruppen a, b, c1, c2, d, d1, d2, e, f1 und f2 geändert. Solche Führerscheine sind nach wie vor gültig und können – müssen aber vor Ablauf der dargestellten Übergangsfrist nicht – in einen „modernen“ Scheckkartenführerschein umgetauscht werden.
1955 trat ein erstes Kraftfahrgesetz in Kraft. Seither gibt es die heute noch gebräuchlichen rosa Führerscheinformulare und die Führerscheinklassen A bis F, die damals noch „Gruppen“ genannt wurden. Amtliche Eintragungen, wie Befristungen, Auflagen und Einschränkungen, sind als Text vermerkt. Das zweite Kraftfahrgesetz des Jahres 1968 brachte hinsichtlich der Führerscheinformulare keine Änderungen mit sich.
Die Bestimmungen über den Führerschein wurden 1998 aus dem Kraftfahrgesetz herausgelöst und in ein eigenes Führerscheingesetz überführt. Damit verbunden war auch die Einführung des rosafarbenen Führerscheinformulars nach dem Modell der Europäischen Union. Um innerhalb der EU uneingeschränkte Klarheit über Berechtigungsumfang und allfällige Einschränkungen der Lenkberechtigung zu erreichen, sind auf diesem Formular die Führerscheinklassen als Piktogramme und Beschränkungen als Zahlencodes vermerkt. Da auf der Vorderseite des Formulars die Bezeichnung „Führerschein“ in den Sprachen aller Mitgliedsstaaten der EU aufgedruckt sind, wurde ab dem 1. Mai 2004 ein diesbezüglich geändertes Formular, das um die Bezeichnungen in den damals neu hinzugekommenen Staaten ergänzt ist, verwendet.
Seit dem 1. März 2006 wird nurmehr der Scheckkartenführerschein ausgegeben.

## Entwicklung in der Schweiz
Der Beginn der Fahrausweiserteilung in der Schweiz ist unterschiedlich, da die Erteilung zum Jahrhundertwechsel kantonal geregelt wurde. Erste Prüfungen erfolgten im Jahr 1890, allerdings waren diese sehr einfach gestaltet und es wurden bald darauf Missstände kundig. Hohe Unfallzahlen machten deutlich, dass die Annahme falsch war, der Prüfling würde sich die Befähigung zum korrekten Fahren selbst aneignen. Die Prüfungen dienten anfangs als Bewilligung zum „Selberfahren“.
Im Jahr 1902 erfolgte eine Verpflichtung durch die Schweizer Kantone in einem Konkordat über den Automobilverkehr zu einer Vereinheitlichung ihrer Gesetze, das am 13. Juni 1904 vom Bundesrat genehmigt wurde. Lediglich die Kantone Uri, Graubünden und Thurgau traten dem Konkordat nicht bei.
1905 eröffneten die ersten Fahrschulen, die „Herrenfahrkurse“ anboten. 1912 dauerte eine durchschnittliche Fahrprüfung mündlichen Überlieferungen zufolge etwa zehn Minuten, endete grundsätzlich erfolgreich und wurde anschließend in einer Gaststätte gefeiert.
In den 1940er und 1950er Jahren kam auch in der Schweiz mehr der Trend zur Individualmobilisierung auf. Fahrausweise wurden nicht mehr als alleiniges Recht für Reiche betrachtet; zunehmend wurden diese zusammen mit Fahrzeugen auch von der breiten Mittelschicht erworben.
Im Jahr 1959 wurde gesetzlich geregelt, dass eine Fahrprüfung aus einem praktischen und einem theoretischen Teil zu bestehen hat. Im praktischen Teil hatte man eine Fahrprüfung zu absolvieren, die von einem Verkehrsexperten abgenommen wurde. Dieser prüfte für den theoretischen Teil vor, während und nach der Fahrt die verpflichtenden Kenntnisse der Straßenverkehrsregeln ab. Übungsfahrten konnten durchgeführt wurden, dazu musste neben dem Führer eine Person sitzen, die die entsprechende Fahrerlaubnis besaß. Drei Jahre darauf waren solche Fahrzeuge zwingend mit einem „L-Schild“ zu kennzeichnen, das erkennbar machte, dass der Führer noch keinen Führerausweis besaß.
Seit 1971 musste ein Gesuchsformular vollständig und wahrheitsgetreu ausgefüllt werden. Der Beifahrer musste nun – als weitere Verschärfung – drei Jahre im Besitz eines Schweizer oder eines ausländischen Fahrausweises sein. Gleichzeitig wurde die Teilnahme an einem Kurs über lebensrettende Sofortmaßnahmen verpflichtend. Fünf Jahre darauf wurde Prüfung geteilt in einen theoretischen und einen praktischen Teil, wobei der theoretische Teil zuerst zu absolvieren war.
Für Motorradfahrer wurde 1991 eine praktische Grundschulung obligatorisch, die noch vor der theoretischen und praktischen Ausbildung zu absolvieren ist. Zur selben Zeit wurde die Möglichkeit eingeschränkt, von ausländischen Fahrausweisen in der Schweiz Gebrauch zu machen. Bis dato konnten Fahrzeuge mittels im Ausland gekaufter oder anderweitig erlangter Erlaubnisse geführt werden, ohne zuvor jemals ein Kfz bewegt zu haben. Dazu wurde 1994 die sogenannte Kontrollfahrt eingeführt, die – ohne Manöver oder theoretische Prüfungen – zur Überprüfung der Fahrtauglichkeit dient.